# Де Моор, Маргрит
Маргрит де Моор (нидерл. Margriet de Moor; род. 21 ноября 1941[…], Нордвейк, Южная Голландия), урождённая Маргарета Мария Антуанетта Нефьес (нидерл. Margaretha Maria Antonetta Neefjes) — нидерландская писательница.

## Биография
Родилась четвёртой из десяти детей в католической семье. С 17 лет изучала фортепиано, затем вокал в Гаагской консерватории. Концертировала с 1968 года, предпочитая композиторов-модернистов — Клода Дебюсси, Эрика Сати, Арнольда Шёнберга; в дальнейшем училась также в Амстердамском университете со специализацией по истории искусств и археологии. В 1966 году вышла замуж за скульптора Хеппе де Моора. В 1984 году супруги основали художественный салон в Гравеланде, занималась съёмкой документальной видеопродукции о сотрудничавших с ними художниках. Затем обратилась к литературе.
В 1988 году выпустила книгу рассказов «Увидев со спины» (нидерл. Op de rug gezien), получившую премию «Золотой уголок страницы» как самая продаваемая дебютная книга года. Годом позже опубликовала сборник повестей «Двойной портрет» (нидерл. Dubbelportret), получивший премию супругов ван дер Хогт. В 1990 году вышел первый роман Де Моор, «Сначала серый, потом белый, потом синий» (нидерл. Eerst grijs dan wit dan blauw), удостоенный премии AKO. За этой книгой последовал ряд других успешных романов; книги Де Моор переведены более чем на 20 языков.
У писательницы две дочери, младшая из которых, Маренте, также стала писательницей и получила ту же премию AKO, что и мать.

## Особенности творчества
Важной темой в прозе Де Моор является соотношение персонажей с действительностью. Эта действительность либо совершенно, либо частично неузнаваема, из-за чего ее герои чувствуют себя отчужденными. Неузнаваемость и право на личную тайну — тема нескольких романов Де Моор.
Музыка также играет важную роль в творчестве писательницы. 48 глав одного из романов отсылают читателя к 48 прелюдиям и фугам Хорошо темперированного клавира Иоганна Себастьяна Баха.